# Roma (film, 2004)
Pour plus de détails, voir Fiche technique et Distribution.
Roma est un film argentin réalisé par Adolfo Aristarain, sorti en 2004.

## Synopsis
Joaquín Góñez, un romancier, se remémore sa jeunesse à Buenos Aires, ses amis et sa relation fusionnelle avec sa mère, Roma.

## Fiche technique
- Titre : Roma
- Réalisation : Adolfo Aristarain
- Scénario : Adolfo Aristarain, Mario Camus et Kathy Saavedra
- Photographie : José Luis Alcaine
- Montage : Fernando Pardo
- Production : José Antonio Félez
- Société de production : Tesela Producciones Cinematográficas, Aristarain P. C. et Estudios Flomenbaun Abogados
- Pays :  Argentine et  Espagne
- Genre : Drame
- Durée : 155 minutes
- Dates de sortie : 
  - Argentine : 15 avril 2004
  - Espagne : 1er octobre 2004

## Distribution
- Juan Diego Botto : Manuel Cueto / Joaco
- Susú Pecoraro : Roma Di Toro
- José Sacristán : Joaquín Góñez
- Agustín Garvíe : Joaco
- Vando Villamil : Áteo Di Toro
- Marcela Kloosterboer : Reneé
- Maximiliano Ghione : Guido
- Marina Glezer : Alicia
- Gustavo Garzón : la père de Joaquín
- Carla Crespo : Betty
- Marcos Mundstock : Gustavo Smirnoff
- Raúl Rizzo : Dr. Cassano
- Jean Pierre Noher : Pando

## Distinctions
Le film a été nommé pour quatre prix Goya.